# Rupert Holmes
Rupert Holmes (Northwich, Cheshire, 24 februari 1947) is een Brits componist, singer-songwriter, arrangeur, producer en schrijver. In Nederland had hij in 1980 twee hits. De eerste was Escape (The Piña Colada Song). De plaat was op donderdag 24 januari 1980 TROS Paradeplaat op Hilversum 3 en werd een radiohit. De plaat bereikte de 13e positie in zowel de Nederlandse Top 40 als de TROS Top 50 en de 21e positie in de Nationale Hitparade.
Ook de tweede hit Him was verkozen tot TROS Paradeplaat op Hilversum 3 en wel op donderdag 13 maart 1980. De plaat bereikte in zowel de Nederlandse Top 40 als de Nationale Hitparade de 18e positie. In de TROS Top 50 bereikte de plaat zelfs de 13e positie. In 1981 schopte Adventure het niet verder dan de Tipparade en bereikte de 3 hitlijsten op Hilversum 3 niet.

## Levensloop
Holmes werd geboren in een muzikaal gezin met een Amerikaanse vader (legerofficier en bandleider) en Britse moeder, vandaar dat hij twee nationaliteiten bezit. Al snel verhuisde de familie naar de Verenigde Staten, naar Nanuet. Zijn muzikale opleiding (klarinet) kreeg hij aan de Manhattan School for Music.
Op zijn twintigste begon zijn muziekcarrière toen hij met diverse artiesten muziek opnam, van composities tot 'jingles' etc. Hij nam op voor en met Gene Pitney, The Platters, The Drifters, Wayne Newton, maar werkte ook mee aan de televisieserie The Partridge Family. In 1974 kwam zijn eerste solo-elpee uit, Widescreen. Hij werkte daarop samen met Jeffrey Lesser. Ze trokken een tijd samen op. Ze kwamen beiden terecht bij Barbra Streisands album Lazy Afternoon. Zijn tweede album werd door het gerenommeerde blad Rolling Stone vergeleken met Bob Dylan. Hij werd ingeschakeld als producer voor uiteenlopende albums van Lynsey de Paul (Tigers and Fireflies) Sparks (Big Beat) en Strawbs (Deep Cuts). In 1979/1980 had hij een nummer 1-hit in de Verenigde Staten met Escape. Gedurende de jaren 80 en 90 trad hij regelmatig op, zijn eigen composities spelend, met verhalen tussendoor.
Naast musiceren en produceren, componeerde Holmes bekende liedjes voor anderen:
- voor The Buoys: Timothy, Give up your guns en The prince of thieves;
- voor The Jets: You got it all, later opgenomen door Britney Spears.

Zijn succes als musicalschrijver begon met Drood, een bewerking van een onvoltooid werk van Charles Dickens, The Mystery of Edwin Drood. Hij kreeg daartoe een opdracht van Jospeh Papp en zijn vrouw. Hij bedacht zelf een aantal alternatieve finales voor de musical, waartussen het publiek kan kiezen. Hij kreeg voor de musical een Tony Award. Daarna volgden nog meer nominaties en prijzen:
- Accomplice (1990) (toneelstuk, Edgar Award)
- Solitary Confinement (2002)
- Say Goodnight Gracie in 2003 (beste toneelstuk met nominatie Tony Award)
- Thumbs
- Curtains

Daarnaast was hij de man achter de televisieserie Remember WENN (56 delen). Hij schreef de roman Where the Trues Lies, later verfilmd door Atom Egoyan, en Swing, een multimediaproject.

## Familie
Ruperts broer Richard Holmes is operazanger.

## Discografie
- 1. Widescreen. 1974 (Epic: KE 32864 or AL 32864)
- 2. Rupert Holmes. 1975 (Epic: KE33443)
- 3. Singles. 1976 (Epic: 34288)
- 4. Pursuit of Happiness. 1978 (Private Stock/MCA: MCA 3241)
- 5. Partners in Crime. 1979 (Infinity/MCA: INF 9020) met Escape en Him
- 6. Adventure. 1980 (MCA: 5129)
- 7. Full Circle. 1981 (Electra: P-11086E)
- 8. Billboard Top Hits 1979. 1991 (Rhino: 70674)
- 9. Scenario. 1994 (Victor: VICP-5469)
- 10. Epoch Collection. 1994 (Varese Sarabande: VSD-5520)
- 11. Widescreen. 1995 (Varese Sarabande: VSD-5545)
- 12. The Best of Rupert Holmes. 1998 (Half Moon/Universal: HMNCD 037)
- 13. Rupert Holmes / Greatest Hits. 2000 (Hip-O/Universal: 314 541 557-2)
- 14. Widescreen - The Collector's Edition. 2001 (Fynsworth Alley: 302 062 1162) (met nog niet eerder uitgegeven werk).
- 15. Cast of Characters - The Rupert Holmes Songbook. 2005 (Hip-O/Universal: B0004263-02)
- 16. The Mystery of Edwin Drood. Original Broadway Cast Recording. Polygram

### Theaterwerken
- Drood
- Twelfth Night
- Accomplice
- The Hamburger Hamlet
- Solitary Confinement
- Goosebumps
- Say Goodnight, Gracie
- Thumbs
- Marty
- Curtains
- Swango
- The Picture of Dorian Gray

### Film en televisie
- Remember WENN
- Hi Honey I'm Home
- No Small Affair
- Five Savage Men
- A Star Is Born
- Art in Heaven
- The Christmas Raccoons (stem)

### Boeken
- Swing
- Where the Truth Lies
- False Information

### NPO Radio 2 Top 2000
| Nummers met noteringen in de NPO Radio 2 Top 2000 | '99  | '00 | '01  | '02  |
| ------------------------------------------------- | ---- | --- | ---- | ---- |
| Escape (The Piña Colada Song)                     | -    | -   | 1853 | 1558 |
| Him                                               | 1836 | -   | 1962 | -    |

1. ↑  Een '-' betekent dat het nummer niet was genoteerd en een vetgedrukt getal geeft de hoogste notering van een nummer aan.
2. ↑  Deze tabel is bijgewerkt tot en met de meest recente editie (2024).